# Lamelles de Pyrgi
Cette page contient des caractères spéciaux ou non latins. S’ils s’affichent mal (▯, ?, etc.), consultez la page d’aide Unicode.
Les lamelles de Pyrgi sont trois inscriptions sur feuille d'or trouvées en 1964 lors des fouilles d'un temple de l'ancienne Pyrgi (près de la ville actuelle de Santa Marinella en Italie). Deux des lamelles sont rédigées en étrusque, la troisième en phénicien.

## Description
Les trois lamelles sont de fines feuilles d'or mesurant chacune environ 18,5 cm de haut sur 8,7 cm de large ; deux sont gravées d'une inscription en étrusque (plaques A et B), la troisième d'une inscription en phénicien (plaque C). Leurs marges comportent des trous, permettant de les clouer ensemble : dix trous dans les lamelles en étrusque, douze dans celle en phénicien. Les clous originaux — en bronze munis d'une tête en or — ont été découverts avec elles lors de leur exhumation. Les lamelles datent de la fin du VIe siècle av. J.-C. ou du début du Ve siècle av. J.-C..
Les textes des lamelles sont similaires, mais pas identiques. Ils témoignent de la consécration du temple à la déesse phénicienne Astarté (dans le texte en phénicien) ou à la divinité étrusque Uni (dans le texte en étrusque) par Thefarie Velianas, tyran de la ville de Caere Vetus, lequel effectue un don dont on ne connaît pas avec certitude la nature. Les plaques A et C présentent le plus de similitudes, possédant même quelques phrases identiques, mais si le texte en phénicien fournit la motivation de la consécration (Thefarie Velianas rend hommage à la déesse pour sa position au sommet du gouvernement de la ville), le texte en étrusque donne plus d'importance à la cérémonie. La troisième plaque, la plus courte avec seulement 9 lignes de texte en étrusque, résume brièvement la dédicace.
Si les textes phénicien et étrusque ne sont pas des traductions littérales, au mieux des paraphrases (à la différence de la pierre de Rosette, par exemple), ils restent importants : ils permettent aux chercheurs d'utiliser leur connaissance du phénicien pour interpréter l'étrusque. Les lamelles dénotent également l'influence des Phéniciens ou des Carthaginois en Méditerranée occidentale. Elles offrent en outre un contexte linguistique et historique avec d'autres textes contemporains probablement bilingues, comme un traité entre Romains et Carthaginois, ancien et presque inintelligible, évoqué par Polybe dans ses Histoires et qu'il date des consulats de Lucius Junius Brutus et Lucius Tarquinius Collatinus (505 av. J.-C.).
Les lamelles, en or et portant le nom du dirigeant à l'origine de leur création, sont visiblement importantes pour Thefarie Velianas. Elles datent d'ailleurs d'une époque d'alliance entre Étrusques et Carthaginois contre les Phocéens (la bataille d'Alalia, par exemple, a lieu vers 540-535 av. J.-C.).

## Découverte
Pyrgi est le port de Caere, une importante ville étrusque (actuelle Cerveteri). Pyrgi est située près de l'actuelle station balnéraire de Santa Severa (en), sur la commune de Santa Marinella, à environ 60 km au nord-ouest de Rome. Elle possède un sanctuaire, dédié à la divinité étrusque Uni (assimilée à la déesse grecque Ino/Leucothée et à la déesse phénicienne Astarté), constitué de deux temples. Des fouilles systématiques sont entreprises à partir de 1957.
Les lamelles sont découvertes le 8 juillet 1964 lors d'une excavation dirigée par l'archéologue italien Massimo Pallottino, dans une petite zone rectangulaire entre les deux temples, en même temps qu'une quatrième plaque en bronze et plusieurs terracottas ; les lamelles d'or sont trouvées enroulées, un peu à la manière d'un rouleau de parchemin.
Les lamelles de Pyrgi sont conservées au Musée national étrusque de la villa Giulia à Rome. Une copie moderne de ces lamelles, originaire de l'antiquarium de Pyrgi, est parfois présentée lors d'expositions temporaires (par exemple en 2013-2014 pour l'exposition temporaire du Louvre-Lens Les Étrusques et la Méditerranée, comme pièce no 240).

## Texte phénicien

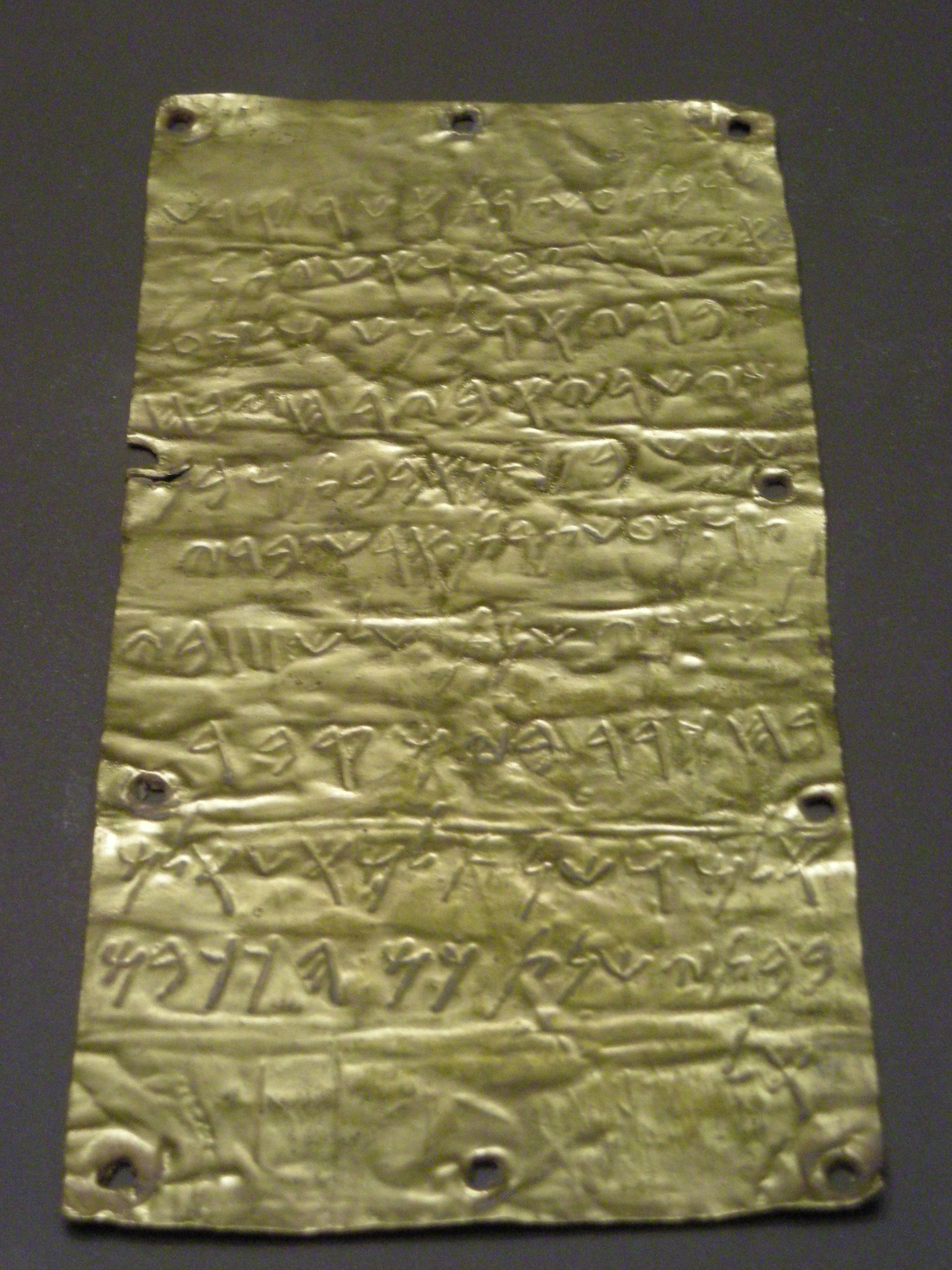
La lamelle en phénicien.

L'une des lamelles comporte un texte en phénicien (le dialecte spécifique a été appelé « phénicien méditerranéen » par l'historien Philip C. Schmitz). Comme il n'est pas contesté que le phénicien est une langue sémitique, spécifiquement cananéen (très proche de l'hébreu, proche de l'araméen et de l'ougaritique), sa lecture a été réalisée presque immédiatement. Si le sens global est compris, certains points sont toutefois philologiquement incertains, du fait de complications de la syntaxe et du vocabulaire, et sont une source de débats.
Le texte en phénicien comprend une quarantaine de mots, répartis sur 11 lignes (le phénicien s'écrit de droite à gauche ; les points servent ici de séparateurs entre les mots) :
𐤋𐤓𐤁𐤕𐤟𐤋𐤏𐤔𐤕𐤓𐤕𐤟𐤀𐤔𐤓𐤟𐤒𐤃𐤔𐤀𐤆𐤟𐤀𐤔𐤟𐤐𐤏𐤋𐤟𐤅𐤀𐤔𐤟𐤉𐤕𐤍𐤟𐤕𐤁𐤓𐤉𐤀𐤟𐤅𐤋𐤍𐤔𐤟𐤌𐤋𐤊𐤟𐤏𐤋𐤟𐤊𐤉𐤔𐤓𐤉𐤀𐤟𐤁𐤉𐤓𐤇𐤟𐤆𐤁𐤇𐤟𐤔𐤌𐤔𐤟𐤁𐤌𐤕𐤍𐤀𐤟𐤁𐤁𐤕𐤟𐤅𐤁𐤍𐤟𐤕𐤅𐤟𐤊𐤏𐤔𐤕𐤓𐤕𐤟𐤀𐤓𐤔𐤟𐤁𐤃𐤉𐤟𐤋𐤌𐤋𐤊𐤉𐤟𐤔𐤍𐤕𐤟𐤔𐤋𐤔𐤟𐤛𐤟𐤁𐤉𐤓𐤇𐤟𐤊𐤓𐤓𐤟𐤁𐤉𐤌𐤟𐤒𐤁𐤓𐤟𐤀𐤋𐤌𐤟𐤅𐤔𐤍𐤕𐤟𐤋𐤌𐤀𐤔𐤟𐤀𐤋𐤌𐤟𐤁𐤁𐤕𐤉𐤟𐤔𐤍𐤕𐤟𐤊𐤌𐤟𐤄𐤟𐤊𐤊𐤁𐤟𐤌𐤀𐤋
Il peut être transcrit de la façon suivante :
lrbt lʿštrt ʼšr qdš ʼz ʼš pʿl wʼš ytn tbryʼ wlnš mlk ʿl kyšryʼ byrḥ zbḥ šmš bmtnʼ bbt wbn tw kʿštrt ʼrš bdy lmlky šnt šlš 3 byrḥ krr bym qbr ʼlm wšnt lmʼš ʼlm bbty šnt km hkkbmʼl
La traduction vraisemblable suit :
« À la déesse Astarté ceci est le lieu saint qu'a fait et qu'a offert Thefarie Velianas qui règne sur Chisra. Pendant le mois du sacrifice au soleil, en offrande dans le sanctuaire, il a construit un édicule. Car Astarté l'a élevé avec sa main pour régner trois ans à partir du mois de Kirari, depuis le jour de l'enterrement de la divinité. Et que les années de la statue de la divinité dans le temple [soient] autant d'années que les étoiles,. »
Le tableau suivant reprend l'inscription de la lamelle, ligne par ligne, en en donnant une transcription et une traduction littérale, mot par mot.
| Phénicien           | Transcription         | Sens littéral                           |
| ------------------- | --------------------- | --------------------------------------- |
| 𐤋𐤓𐤁𐤕𐤟𐤋𐤏𐤔𐤕𐤓𐤕𐤟𐤀𐤔𐤓𐤟𐤒𐤃𐤔 | l-rbt l-ʿštrt ʼšr qdš | pour-dame pour-Astarté lieu saint       |
| 𐤀𐤆𐤟𐤀𐤔𐤟𐤐𐤏𐤋𐤟𐤅𐤀𐤔𐤟𐤉𐤕𐤍𐤟  | ʼz ʼš pʿl w-ʼš ytn    | ceci qui faire et-qui donner            |
| 𐤕𐤁𐤓𐤉𐤀𐤟𐤅𐤋𐤍𐤔𐤟𐤌𐤋𐤊𐤟𐤏𐤋𐤟  | tbryʼ wlnš mlk ʿl     | Thefarie Velianas roi sur               |
| 𐤊𐤉𐤔𐤓𐤉𐤀𐤟𐤁𐤉𐤓𐤇𐤟𐤆𐤁𐤇𐤟    | kyšryʼ b-yrḥ zbḥ      | Chisra dans-mois sacrifice              |
| 𐤔𐤌𐤔𐤟𐤁𐤌𐤕𐤍𐤀𐤟𐤁𐤁𐤕𐤟𐤅𐤁𐤍𐤟  | šmš b-mtnʼ b-bt wbn   | soleil dans-don dans-temple             |
| 𐤕𐤅𐤟𐤊𐤏𐤔𐤕𐤓𐤕𐤟𐤀𐤓𐤔𐤟𐤁𐤃𐤉𐤟  | tw k-ʿštrt ʼrš b-dy   | édicule depuis-Astarté élever dans-main |
| 𐤋𐤌𐤋𐤊𐤉𐤟𐤔𐤍𐤕𐤟𐤔𐤋𐤔𐤟𐤛𐤟𐤁𐤉  | l-mlky šnt šlš 3 b-y  | pour-régner année trois 3 dans-m[ois]   |
| 𐤓𐤇𐤟𐤊𐤓𐤓𐤟𐤁𐤉𐤌𐤟𐤒𐤁𐤓𐤟     | rḥ krr b-ym qbr       | [m]ois Kirari dans-jour enterrement     |
| 𐤀𐤋𐤌𐤟𐤅𐤔𐤍𐤕𐤟𐤋𐤌𐤀𐤔𐤟𐤀𐤋𐤌𐤟  | ʼlm w-šnt lmʼš ʼlm    | divinité et-année statue divinité       |
| 𐤁𐤁𐤕𐤉𐤟𐤔𐤍𐤕𐤟𐤊𐤌𐤟𐤄𐤟𐤊𐤊𐤁𐤟𐤌 | b-bty šnt km hkkbm    | dans-temple année comme étoiles         |
| 𐤀𐤋                  | ʼl                    | sur                                     |

## Texte étrusque
Les deux autres lamelles sont gravées d'un texte en étrusque. La première comporte une quarantaine de mots répartis sur seize lignes, soit toute sa hauteur. La seconde ne possède que neuf lignes gravées, seulement sur sa moitié supérieure. Il ne s'agit pas d'une traduction exacte du texte phénicien, tout au plus d’une paraphrase.
La première tablette contient le texte suivant (écrit de droite à gauche, comme le phénicien) :
𐌉𐌕𐌀 𐌕𐌌𐌉𐌀 𐌉𐌂𐌀𐌂 𐌇𐌄𐌓𐌀𐌌𐌀𐌑𐌅𐌀 𐌅𐌀𐌕𐌉𐌄𐌙𐌄 𐌖𐌍𐌉𐌀𐌋𐌀𐌔𐌕𐌓𐌄𐌔 𐌈𐌄𐌌𐌉𐌀𐌔𐌀 𐌌𐌄𐌙 𐌈𐌖𐌕𐌀 𐌈𐌄𐌚𐌀𐌓𐌉𐌄𐌉 𐌅𐌄𐌋𐌉𐌀𐌍𐌀𐌔 𐌔𐌀𐌋 𐌂𐌋𐌖𐌅𐌄𐌍𐌉𐌀𐌔 𐌕𐌖𐌓𐌖𐌂𐌄 𐌌𐌖𐌍𐌉𐌔𐌕𐌀𐌔 𐌈𐌖𐌅𐌀𐌔 𐌕𐌀𐌌𐌄𐌓𐌄𐌔𐌂𐌀 𐌉𐌋𐌀𐌂𐌅𐌄 𐌕𐌖𐌋𐌄𐌓𐌀𐌔𐌄 𐌍𐌀𐌂 𐌂𐌉 𐌀𐌅𐌉𐌋 𐌙𐌖𐌓𐌅𐌀𐌓 𐌕𐌄𐌑𐌉𐌀𐌌𐌄𐌉𐌕𐌀𐌋𐌄 𐌉𐌋𐌀𐌂𐌅𐌄 𐌀𐌋𐌑𐌀𐌔𐌄 𐌍𐌀𐌂 𐌀𐌕𐌓𐌀𐌍𐌄𐌔 𐌆𐌉𐌋𐌀𐌂𐌀𐌋 𐌔𐌄𐌋𐌄𐌉𐌕𐌀𐌋𐌀 𐌀𐌂𐌍𐌀𐌑𐌅𐌄𐌓𐌔 𐌉𐌕𐌀𐌍𐌉𐌌 𐌇𐌄𐌓𐌀𐌌𐌅𐌄 𐌀𐌅𐌉𐌋 𐌄𐌍𐌉𐌀𐌂𐌀 𐌐𐌖𐌋𐌖𐌌𐌙𐌅𐌀
Transcription :
ita tmia icac heramašva vatieχe unialastres θemiasa meχ θuta Θefariei velianas sal cluvenias turuce munistas θuvas tameresca ilacve tulerase nac ci avil χurvar tešiameitale ilacve alšase nac atranes zilacal seleitala acnašvers itanim heramve avil eniaca pulumχva
Traduction possible :
« Ce temple et ces statues ont été dédiés à Uni-Astarté, construit par la communauté. Tiberius Velianas a donné l'édicule. Cette sépulture a été encerclée par ces prêtres avec des idoles. Pour trois années [du mois de] Churvar, avec Ses offrandes, avec des idoles [il fut] enterré. Pendant le règne du chef, dans Sa main [il] aura été amené (c'est-à-dire : « Uni-Astarté lui a donné autorité pour régner »). Et avec ces idoles, que les années perdurent comme les étoiles. »
Le texte de la deuxième tablette est le suivant :
𐌍𐌀𐌂 𐌈𐌄 𐌚𐌀𐌓𐌉𐌄 𐌅𐌄𐌋𐌉𐌉𐌖𐌍𐌀𐌔 𐌈𐌀𐌌𐌖𐌂𐌄 𐌂𐌋𐌄𐌅𐌀 𐌄𐌕𐌖𐌍𐌀𐌋 𐌌𐌀𐌔𐌀𐌍 𐌕𐌉𐌖𐌓𐌖𐌍𐌉𐌀𐌔 𐌑𐌄𐌋𐌀𐌂𐌄  𐌅𐌀𐌂𐌀𐌋 𐌕𐌌𐌉𐌀𐌋 𐌀𐌅𐌉𐌋𐌙𐌅𐌀𐌋 𐌀𐌌𐌖𐌂𐌄 𐌐𐌖𐌋𐌖𐌌 𐌙𐌅𐌀 𐌔𐌍𐌖𐌉𐌀𐌘
Transcription :
nac θe farie veliiunas θamuce cleva etunal masan tiurunias šelace  vacal tmial avilχval amuce pulum χva snuiaφ
Il peut être traduit de cette façon :
« Quand Tiberius Velianas a construit la statue du sanctuaire [pendant] le mois de Masan, Uni a été satisfaite. Les dons de ce temple par an ont été aussi nombreux que les étoiles. »

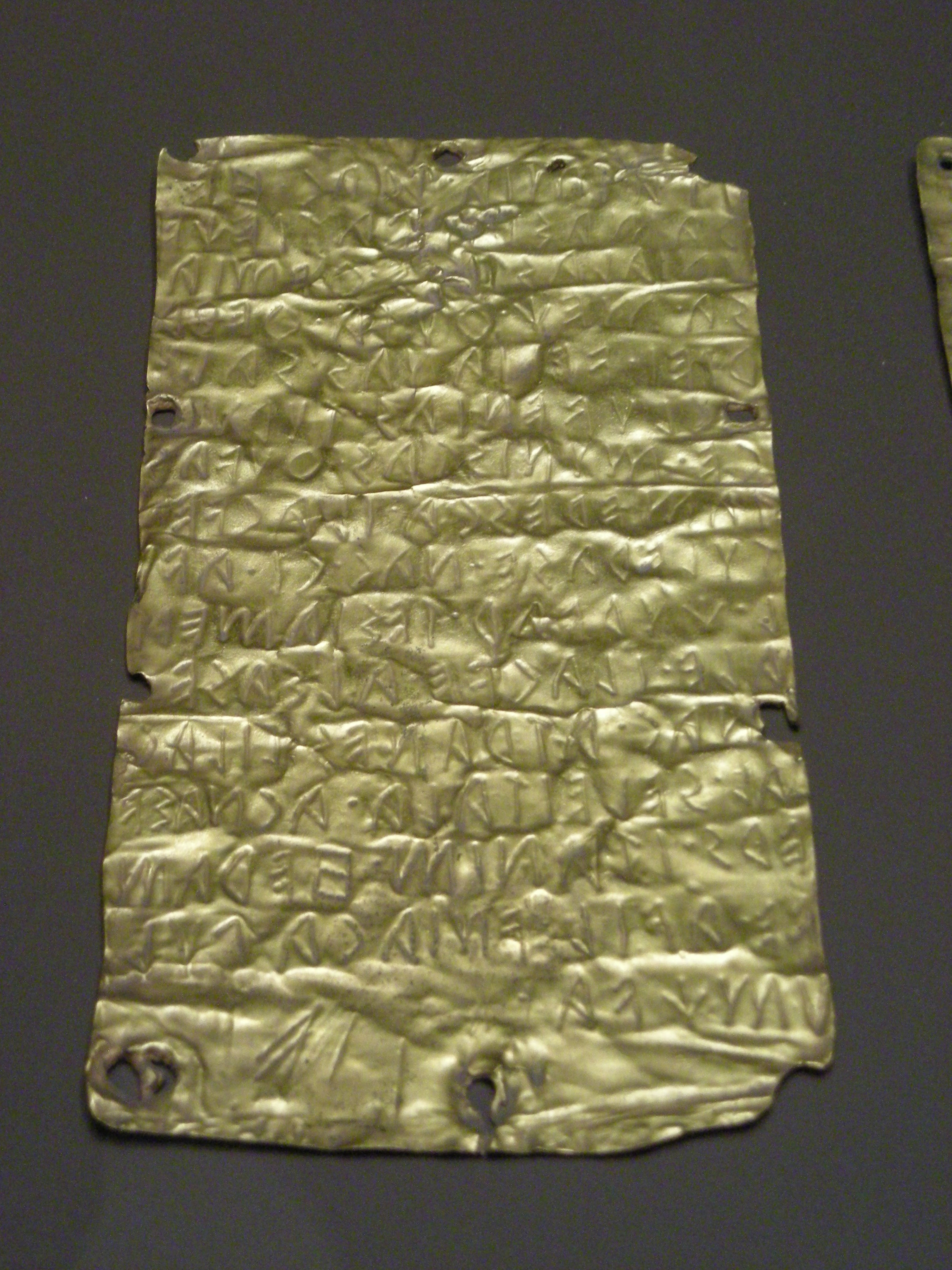
Première lamelle en étrusque.
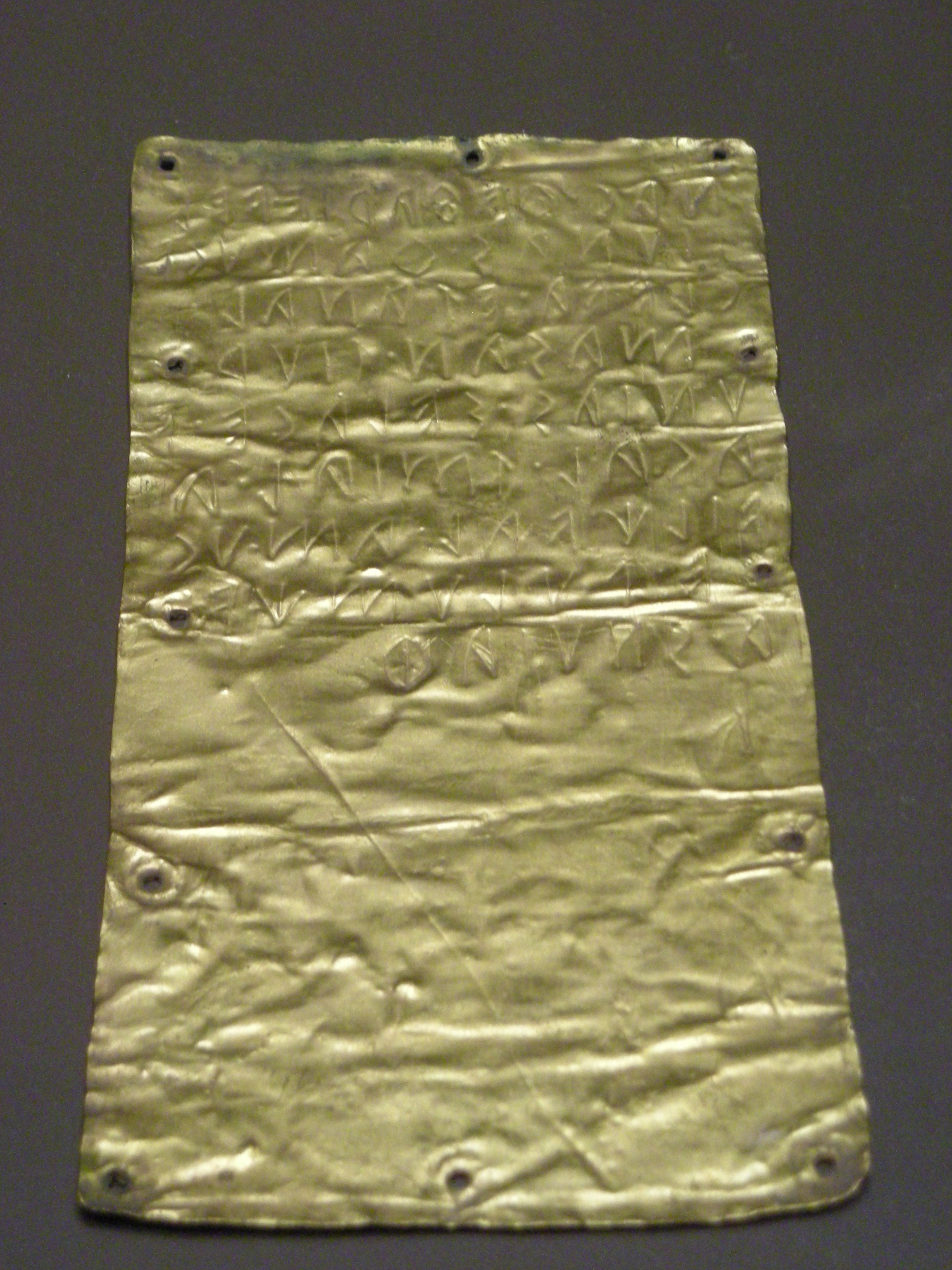
Seconde lamelle en étrusque.